# Back to You
Back to You är en amerikansk TV-serie i stilen situationskomedi från 2007, skapad av Steven Levitan och Christopher Lloyd, som handlar om nyhetsankarna Chuck Darling och Kelly Carr som jobbar tillsammans på en tv-station i Pittsburgh.
Huvudrollerna spelas av Kelsey Grammer, känd som Dr. Frasier Crane i tv-serien Frasier, och Patricia Heaton, från Alla älskar Raymond med rollen Debra Barone. 
Premiären av serien skedde på FOX den 19 september 2007 och i Sverige på TV3 den 15 februari 2008. Den lades ner efter en säsong.